# Trịnh Kiểm
Trịnh Kiểm (chữ Hán: 鄭檢, 14 tháng 9, 1503 – 24 tháng 3, 1570), tên thụy Thế Tổ Minh Khang Thái vương (世祖明康太王), là nhà chính trị, quân sự có ảnh hưởng của Đại Việt thời Nam–Bắc triều. Trên danh nghĩa tôn phò các vua Lê trung hưng, ông là nhà lãnh đạo trên thực tế của phe Nam triều từ năm 1545 tới khi qua đời. Dù tước hiệu cao nhất của ông khi còn sống là Thái quốc công, ông được đời sau truy tôn làm Thế Tổ Minh Khang Thái Vương và thường được xem là vị chúa đầu tiên của gia tộc họ Trịnh.
Trịnh Kiểm xuất thân trong một gia đình nghèo tại Thanh Hoa (tên cũ, nay là Biện Thượng, Thanh Hóa) nhưng được ghi nhận có chí quả cảm, giỏi thu phục nhân tài. Lớn lên gặp cảnh họ Mạc đoạt ngôi nhà Lê, ông theo Thái sư Hưng quốc công Nguyễn Kim nổi quân chống nhà Mạc, dựng Lê Trang Tông làm Hoàng đế ở Ai Lao. Nguyễn Kim thấy ông có sức khỏe và tài lược khác thường, nên gả con gái là Nguyễn Thị Ngọc Bảo, cho coi binh mã và cất nhắc đến tước Dực Nghĩa hầu. Trịnh Kiểm lập nhiều chiến công trong các trận đánh quân Mạc. Vua Lê Trang Tông cũng coi là người tâm phúc, năm 1539 phong ông lên chức Đại tướng quân, tước Dực quận công. Lúc đó ông 37 tuổi.
Sau khi bố vợ Nguyễn Kim qua đời năm 1545, Trịnh Kiểm đã lên thay lãnh đạo chính quyền và quân đội của triều Lê trong gần 30 năm, trải qua 3 đời vua Lê Trang Tông, Lê Trung Tông và Lê Anh Tông. Ông là người đóng vai trò lớn trong việc tổ chức nhà nước của Nam triều, qua những quyết định như dựng hành dinh tại ở Vạn Lại, tổ chức một số khoa thi Nho học, xây dựng quân đội, chiêu mộ nhân tài hào kiệt, đẩy lùi các cuộc tấn công của nhà Mạc vào Thanh Hoa – Nghệ An, chinh phục Thuận–Quảng từ tay nhà Mạc và mở nhiều chiến dịch lớn đánh lên phía Bắc. Dù chưa đạt được thắng lợi hoàn toàn, Trịnh Kiểm đã đặt nền móng cho các hậu duệ của mình hoàn thành sự nghiệp trung hưng Nhà Lê, khôi phục Đông Kinh, mở ra triều đại lâu dài của các vua Lê–chúa Trịnh trong lịch sử trung đại Việt Nam.

### Mẹ già bị hại

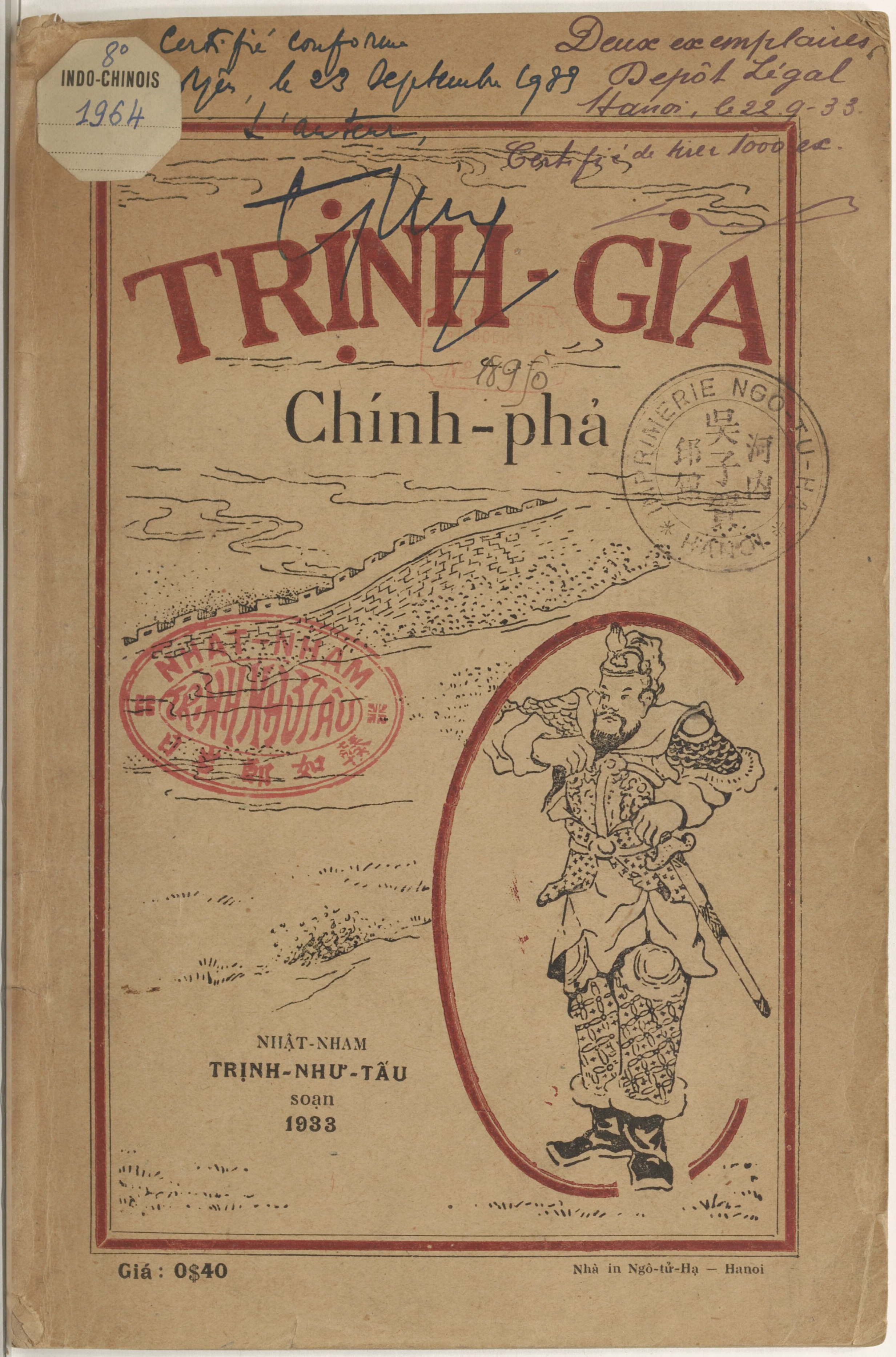
Trang bìa quyển Trịnh gia chính phả chép về lịch sử gia tộc họ Trịnh